# Erzengel-Michael-Kirche (Dražovce)

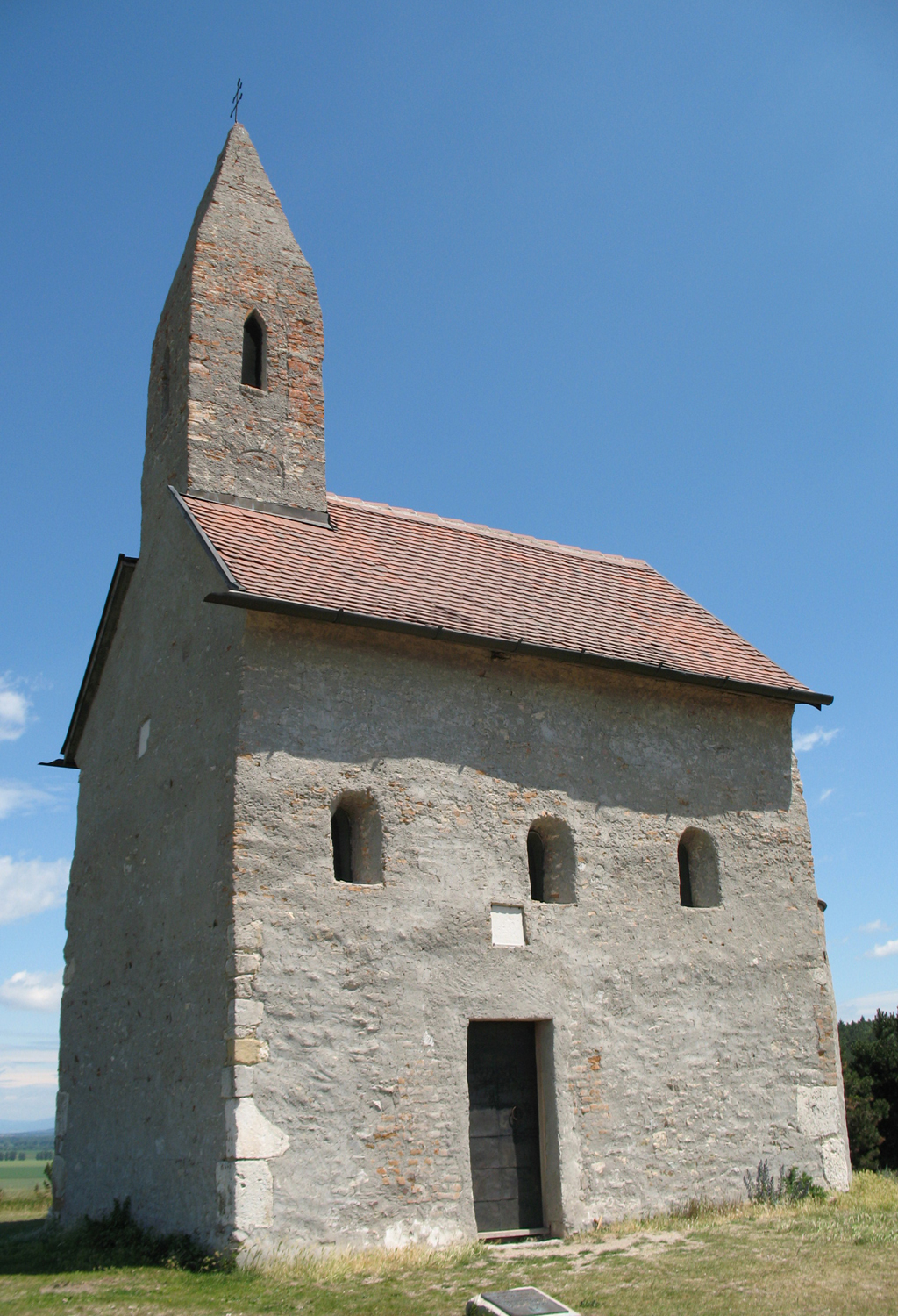
Erzengel-Michael-Kirche in Dražovce

Die Erzengel-Michael-Kirche (slowakisch Kostol svätého Michala archanjela) ist eine römisch-katholische Kirche im Ort Dražovce, seit 1975 einem Stadtteil von Nitra in der Westslowakei. Sie befindet sich auf einem steilen Abhang am südwestlichen Ende des Gebirges Tribeč und ist wegen ihrer Lage eine Dominante der Gegend.
Der ursprüngliche Kirchenbau wurde bis zur Mitte des 11. Jahrhunderts im Areal einer alten Burgwallanlage gebaut. Diese steinerne einschiffige Kirche war etwas schmaler und hatte eine hufeisenförmige Apsis. Sie wurde zu einem späteren Zeitpunkt zerstört. Der Nachfolgebau aus dem 12. Jahrhundert entstand auf den Grundmauern der alten Kirche, verwendete vorwiegend Steinmauerwerk mit kleinerem Ziegelanteil und wies die heutige halbrunde Apsis auf. Sie wurde in der ersten Hälfte des 13. Jahrhunderts erneuert und erhielt eine Empore sowie den Turm. Ebenfalls aus dieser Zeit stammt ein Zubau, möglicherweise eine Einsiedelei, als die Kirche zur Verwaltung des Klosters am Zobor gehörte. Der Zubau wurde im 15. Jahrhundert abgerissen. Weitere Sanierungsarbeiten wurden im späten 18. Jahrhundert durchgeführt, dabei wurde auch die innere Ausstattung einschließlich des Altars wesentlich erneuert. Mit dem Bau einer neuen Kirche in der Ortsmitte von Dražovce im Jahr 1803 verlor die Erzengel-Michael-Kirche ihre Hauptfunktion, anders als bei anderen romanischen Kirchen in der Gegend wurde sie aber nicht abgetragen und für Baumaterial verwendet und überstand auch zeitweilige Aktivität am Steinbruch direkt unterhalb der Kirchenhügels beim Bau einer nahen Bahnstrecke. Heute wird in der Kirche nur eine Messe jährlich abgehalten, und zwar am Festtag Michaels (29. September).
In der unmittelbaren Umgebung der Kirche wurden 392 Gräber aus der Zeit vom 11. bis zum 17. Jahrhundert gefunden. Weitere Gräber wurden bei eventuellen Mehrfachbestattungen im Mittelalter zerstört.
Die Kirche war auf der Rückseite der Fünfzig-Kronen-Banknote der Slowakischen Krone (1993–2008) zu sehen.